# Imre Rajczy
Imre Rajczy   (Szombathely, 8 de novembre de 1911 - Buenos Aires, 31 de març de 1978) fou un tirador d'esgrima phongarès, especialista en el sabre, que va competir durant les dècades de 1920 i 1930.
El 1936 va prendre part al Jocs Olímpics d'Estiu de Berlín, on va guanyar la medalla d'or en la prova de sabre per equips del programa d'esgrima. En el seu palmarès també destaquen quatre medalles al Campionat del món d'esgrima, tres d'or i una de plata, entre les edicions de 1934 i 1937, així com diversos campionats nacionals d'esgrima.
Va estudiar dret a la Universitat Pázmány Péter de Budapest, on es va doctorar el 1935. Des de 1935 va ser secretari general de l'Associació Nacional d'Estudiants Hongaresos i des de 1941 va ser secretari general del Centre Nacional de les Associacions Esportives Universitàries d'Hongria i va treballar com a secretari del Comitè Olímpic Hongarès. El 1945 passà a viure a l'Argentina amb la seva família. Durant 10 anys fou l'entrenador nacional de la selecció argentina d'esgrima i des del 1955 secretari general del Comitè Olímpic Argentí.